# Armand Bouat
Pour les articles homonymes, voir Bouat.
Armand Bouat est un homme politique français né le 31 mars 1873 à Padirac (Lot) et décédé le 11 août 1929 à Neuilly-sur-Seine (Hauts-de-Seine).

## Biographie
Négociant, il est mandataire aux Halles de Paris. Il est chargé du ravitaillement de Paris pendant la Première Guerre mondiale. Conseiller général du canton de Martel en 1919, président de l'office agricole du Lot, il est député du Lot de 1924 à 1929, inscrit au groupe radical. En 1925, il est maire de Martel et conseiller général du canton de Bretenoux. 

## Sources
- Ressource relative à la vie publique :   - Base Sycomore
- « Armand Bouat », dans le Dictionnaire des parlementaires français (1889-1940), sous la direction de Jean Jolly, PUF, 1960 [détail de l’édition]